# George Douglas Brown
George Douglas Brown (26 janvier 1869 - 28 août 1902) est un écrivain écossais, auteur notamment du roman The House with the Green Shutters ((en) « La Maison aux Volets Verts ») (1901), publié l'année de sa mort à l'âge de 33 ans, et qui a fortement influencé le mouvement réaliste écossais.

## Biographie
George Douglas Brown était le fils naturel d'un fermier et d'une Irlandaise. Après avoir grandi dans l'Ayrshire, il étudia à l'Université de Glasgow et au Balliol College d'Oxford ; ses études furent interrompues par la maladie de sa mère. Il retourna dans l'Ayshire afin de la soigner, et, lorsqu'elle mourut en 1895, il réussit de justesse ses derniers examens.
Il voyagea ensuite à Londres, où il travailla comme journaliste, écrivant articles et nouvelles pour le Blackwood's Magazine. Il eut également une activité de membre de comité de lecture pour diverses maisons d'édition.
George Brown publia en 1899 Love and a Sword, son premier roman, sous le nom de plume qu'il utilisait déjà pour ses articles, Kennedy King. L'année suivante, il commença à travailler à Haslemere sur The House with the Green Shutters, publié en 1901 sous le pseudonyme George Douglas. Le livre fut un succès, et il prévoyait une suite intitulée The Incompatibles, mais contracta peu après une pneumonie et mourut à la maison de son ami Andrew Melrose.

## The House with the Green Shutters
Le roman trace le portrait des aspects les plus durs de la vie en Écosse et du caractère de ses habitants ; il fut considéré comme un contre-balancement utile à la présentation plus indulgente du mouvement Kailyard mené par J. M. Barrie et Ian Maclaren. Régulièrement réimprimé durant le XXe siècle, il fut récemment réédité par la maison d'édition Birlinn d'Édimbourg. Il a été traduit en français par Roger Decap sous le titre George Douglas et la roman dramatique : The House with the Green Shutters. Traduction (Toulouse, Éditions universitaires du Sud, 1995,  (ISBN 2-7227-0054-9).